# San Joaquin (Zug)

Streckenkarte im geographischen Profil Kaliforniens

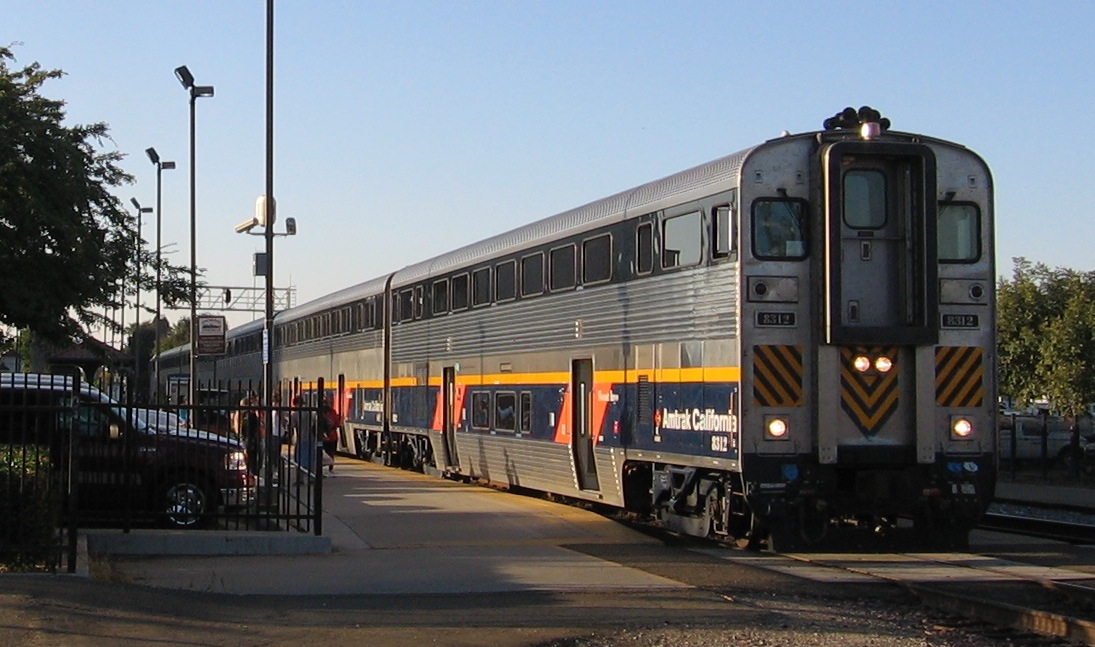
Amtrak-Doppelstockzug in Fresno

Der San Joaquin ist eine von Amtrak betriebene Personenzuglinie in Kalifornien. Die Züge der Linie verkehren von Bakersfield am Südende des Kalifornischen Längstals über die Fast-Millionenstädte Fresno und Stockton nach Sacramento am Nordende. Ein Zweig führt dabei von Stockton nach Westen an die Bucht von San Francisco und endet in Oakland.

## Geschichte
Die heutige Verbindung wurde ursprünglich von mehreren verschiedenen Zugpaaren befahren. Der Golden Gate führte über Strecken der Atchison, Topeka and Santa Fe Railway (später die BNSF) und der San Joaquin Daylight führte über Strecken der Southern Pacific Railroad (später Union Pacific). Vor den Kürzungen der 1960er Jahre verkehrten auch Züge über Bakersfield hinaus nach Glendale und Los Angeles.
1965 waren die Passagierzahlen so stark gesunken, dass ATSF die Erlaubnis einholte, den Verkehr stark auszudünnen. Drei Jahre später wurde der Golde Gate ganz eingestellt. Auch der vormalige San Joaquin hatte Einbrüche. Nach der Übernahme durch die halbstaatliche Amtrak-Gesellschaft ging dieser allerdings in die neue Verbindung über. Andere Züge im Central Valley, wie etwa der Owl von Southern Pacific und der San Francisco Chief und der Valley Flyer, beide von Santa Fe, überlebten nicht.
1971 übernahm die Amtrak nahezu sämtliche Personenzüge in den Vereinigten Staaten und begann mit einer Reorganisation. Die Verbindung von San Francisco nach Los Angeles wurde nur noch über die Küstenstrecke bedient, mit dem Coast-Starlight-Zug. Das zentrale San Joaquin Valley wurde dadurch allerdings umfahren, sodass auf Druck aus dem kalifornischen Parlament dann 1972 eine zusätzliche Linie geschaffen wurde – dem bis heute bestehenden San Joaquin.
1979 wurden unter der Carter-Regierung zahlreiche Verbindungen ausgedünnt und nur durch die Subventionierung durch den Bundesstaat Kalifornien konnte ein zweites tägliches Zugpaar wieder geschaffen werden. Die von Kalifornien gewünschte Verlängerung über den Tehachapi Loop wurde dagegen nicht wieder geschaffen, da dieser durch die Güterzüge der Southern Pacific schon voll ausgelastet ist.
Im Zuge des stetigen kalifornischen Bevölkerungswachstums hat sich die Zahl der Umläufe von zeitweise einem Zugpaar am Tage wieder auf heute fünf tägliche Zugpaare (Stand 2019) nach Oakland und zwei tägliche Zugpaare nach Sacramento erhöht. Im Fiskaljahr 2013 wurden 1,2 Millionen Passagiere befördert, was die Linie zu einer der fünf meistfrequentierten Zuglinien von Amtrak macht.